# スカルファング 〜空牙外伝〜
『SKULL FANG 〜空牙外伝〜』（スカルファング くうががいでん）は、データイーストが1997年に制作・販売したアーケードゲーム。ジャンルは、シューティングゲーム。
1989年の『空牙』、1991年の『ウルフファング』の続編である。しかし、ストーリー上の続編というだけで、ゲームシステム上の繋がりは全くない。

## 物語
AD2001年の、後に「第二次ラグナロック戦役」と呼ばれる、「ラグナロック」と装甲機兵部隊「狼牙」との熾烈を極めた争いから7年。各地でラグナロックとの小規模な戦闘は続いていたが、人々は平和に暮らしていた。
AD2008年、オセアニアの大都市が「ラグナロック」により攻撃を受ける。ラグナロックは目標を北米大陸に設定し、進軍を開始。統合司令部はただちに「対ラグナロック防衛システム」を発動し、統合軍の迎撃機が迎撃に向うも侵攻を許してしまう。これを阻止すべく統合軍は機動要塞艦「轟牙」の投入を決定し、「骸牙小隊」による追撃作戦を開始するよう命令する。

## ゲームシステム
レバー8方向操作に、ショットボタン、スロットルボタン、緊急回避ボタンの3ボタンで操作する。
前作『ウルフファング』に比べて音楽性が強化されている。1作目の『空牙』と同じ縦スクロールシューティングだが残機はなくなりライフ制のみとなった。前作、前々作からさらに変則的なゲームシステムを搭載している。本作は、スロットルボタンで画面スクロール速度を変化させ制限時間内にボスにたどりつき撃破する「チェイスモード」と、スクロール速度が固定されている「オートモード」（ノーマルモード）の2つモードに分けられている。また隠しモードとして全ボスと連戦する「スペシャルモード」が存在する。前作同様クリア時のメッセージをまとめるとスペシャルモードのコマンドを知ることができる。
チェイスモードではスロットルボタンを押すことでスクロール速度を任意に可変することが可能。スロットルボタンを連打した場合は、一定時間の間オーバーブースト状態になる。スクロール速度は敵の出現間隔、機雷などの突進速度に影響する。スロットルは最大6速だが、オーバーブースト時か、S-UNIT装着時（後述）で入力可能。それ以外は5速でスロットルボタンを押すと1速に戻る。S-UNIT装着時は任意に6速まで選択可能な代わりに、連打によるオーバーブーストは出来なくなる。オートモードではスロットルボタンはショットボタンになる。
このチェイスモードは、『GALLOP』や『疾風魔法大作戦』のような自機の推進速度の概念を画面スクロールに反映させたもので、本作の演出や敵構成もそれに沿ったものになっている。
スペシャルモードは操作はチェイスモードと同じだが、道中なし全ボス連戦の特殊面を戦うことになる。なお開始時からパワーアップ、スピードアップが完了した状態になっている。
開始時、使用する機体の選択とは別に、「搭乗するパイロット」を選択する。パイロットによって「緊急回避」ボタンの内容が変化し、レバーとボタンの組み合わせで発動する「特殊機動（バレルロール機動）」を行う「ファイターパイロット」とボムで攻撃を行う「ボンバーパイロット」の2つに分かれる。バレルロールは、使用すると一定時間機体を横転させ攻撃を回避する。レバー操作によっては機体を横や後ろにも向けられる。なお、「緊急回避」はゲージ制で使用するとゲージ消費し効果を発揮し終了するとチャージを開始し、しばらく使用できなくなる。
ライフゲージは4，5発の被弾に耐えることができる。また非常にゆっくりと回復する。面クリアで50%ほど回復する。
セガサターン版に移植された際には、ステージ・ボス・BGM・隠し機体など追加要素を加えたEXモードや、スロットルを下げるシフトダウンボタン、スクロール速度が2段階のモードなどが追加された。

## 機体

### AC、サターン版共通
BV-04以外は『空牙』に登場した機体の発展型。各機体共に型式の「X」が取れているので、『空牙』に登場した機体の制式採用型と思われる。
F/AV-1B Silph II（シルフ2）
『空牙』に登場したXF/AV-01の発展型。主翼の形状などがXF/AV-01と異なる他、機体下部にX-32の様な大型のエアインテークが設けられている。機体の性格もXF/AV-01に類似した平均的な物。
AV-02A Mega-Valkyrie（メガヴァルキュリア）
『空牙』に登場したXAV-02の発展型。XAV-02と比較すると、機首に長砲身の機関砲らしき物が追加されている。4機の内、攻撃力が最も高い。
FV-03C Seylen-Ex（セイレーンEX）
『空牙』に登場したXFV-03の発展型。胴体形状などがXFV-03と異なる。XFV-03と同様に、機動性が4機の中で一番高い。
BV-04 SIF（シフ）
本作が初登場の機体。短い機首。小柄な胴体の後部に長く延びた、主翼とほぼ同じ大きさの菱形の水平尾翼。エアインテーク前部に突き出たカナード等といった、特異な機体形状を持つ。攻撃力と加速力に優れた機体。

### サターン版隠し機体
各機共に上記の4機のプロトタイプという設定であり、性能を調整した機体。外見上の相違点はカラーリングのみ。
SILPH-ASSAULT（シルフアサルト）
F/AV-1Bのプロトタイプ。「攻撃的」を意味する「アサルト」の名の通り、防御力と加速力を犠牲にして、攻撃力と機動力をアップさせている。
VALKYRIE-II（ヴァルキュリア2）
AV-02Aのプロトタイプ。機体特性がより極端になっており、機動力と加速力を犠牲にして、攻撃力と防御力を強化している。
SEYLEN-II（セイレーン2）
FV-03Cのプロトタイプ。機体の特性はそのままで、性能が全体的に底上げされている。
PROTO-SIF（プロトシフ）
BV-04のプロトタイプ。機動力よりも防御力を重視した機体になっている。

## ウエポン
ショットボタンを押す事で発射する事が出来る。ボタンを押しっぱなしにした場合と連射をした場合では武器の特性が変化する。
ウエポンアイテムを取得する事で変更する事ができる。
バルカン（V）
初期装備、連射の効く通常武装だが、機体によって、前方と後方に飛ぶ弾丸の数が違う。押しっぱなしと連射による特性変化は無い。
クラスターガン（C）
『ウルフファング』のクラスターガンとほぼ同じ物。高威力の緑色の弾丸が円を描きながら飛んでいく。ボタンを押し続ける事で、自機の前にホールドできる。機体による性能差は見受けられない。
ミサイル（M）
低威力のホーミングミサイルを発射する。ボタンを押している間は、ホーミング性能のない着弾時の爆風が敵弾を消すグレネードガンになる。ボタンを離すと、各機体ごとに違う軌道でホーミングミサイルが複数発飛んで行く。
レーザー（L）
直線を貫通して攻撃できるレーザーを放つ。攻撃判定は一瞬で画面端まで発生するが、あまり長くは持続しない。押しっぱなしで威力の向上したレーザーを一定時間ごとに複数本目の前に発射する。連射時は、威力の低い一本のレーザーを連続で放つ事が出来る。この武器も機体による性能差は見受けられない。

## パイロット
パイロットには、ファイターパイロットとボンバーパイロットが存在する。キャラクターによる性能差はなく、各タイプ男性1名&女性1名となっている。

### ファイターパイロット
Hawk（男性）とSparrow（女性）の2名。ファイターパイロットは、レバーと緊急回避ボタンを組み合わせる事で、様々な特殊機動を行うことができるのが特徴で、特殊機動中は完全無敵となる。特に機体の向きを変更できる動作は、画面外から四方八方に接近するボスを攻撃することが可能になる。
バレルロール
緊急回避ボタンのみ：一定時間無敵になる特殊機動、緊急時の回避用に。
ハイオンシールド
レバー左、右（もしくは右、左）緊急回避ボタン：ごく短時間ながら、攻撃判定をもった残像を纏う事が出来る。威力はそれなり。
サイドスラスト
レバーを左から右、もしくは右から左に半回転させて緊急回避ボタン：横方向を向きながら飛行する。緊急回避ボタンで途中キャンセルが可能（スラストキャンセル）。ゲージの消費は、キャンセルしたタイミング次第。
バックスラスト
レバー上から下まで半回転（左右どちらでも良い）して緊急回避ボタン：下方向を向きながら飛行する。サイドスラスト同様にスラストキャンセル可能。
エアブレーキ
レバー下二回後に緊急回避ボタン：スクロールスピードを一気に1速まで落とす。ゲージ消費50%。
ローリングアタック：サターン版追加特殊機動
レバー下、下、下、下、上、上、下、上+緊急回避ボタン：自機を回転させながら攻撃が可能。スラストキャンセル可能。

### ボンバーパイロット
Raven（男性）とCrane（女性）の2名。ボンバーパイロットは、緊急回避ボタンを押す事で、搭乗した機体に依存した衛星支援攻撃（ボンバー攻撃）を行うことが出来る。
シルフ2
中規模爆発が数回発生する。
セーレーンEX
持続時間の長い絨毯爆撃。
メガヴァルキュリア
一点集中型高威力。
SIF
セイレーンに近い絨毯爆撃型。
各種プロトタイプ共通：サターン専用
中火力、広範囲ボム。

## アイテム
パワーアップ
自機のショットが1段階アップする。全3段階。
スピードアップ
自機のスピードが1段階アップする。スクロール速度には影響しない。全3段階。
ウエポン
ショットを打ち込むごとに、V→C→M→L→V…と変化していき、一定回数変化させると爆発して画面内の弾を消去し、敵にダメージを与える。
S-UNIT
取得すると各機体毎に異なる強化攻撃を行う事が出来る。また緊急回避ゲージがフルになり、チェイスモード時はアクセルに6速が追加される。装着すると緊急回避ボタンによるバレルロール、ボムが使用できなくなり、代わりにアーマーパージが使用可能になる。パージ時はごく短時間無敵で、画面内の敵弾を消去し、敵に小ダメージを与えることが出来る。ウエポンアイテムの爆発と同等の物と思えば良い。面クリアで強制的に解除される。
- S-UNITのH-UNIT化について
  - マニュアル操作時、一定時間最大速度（6速、SS版2速モードは3速）を維持すると、少しの間、武器性能が変化したH-UNIT状態になる。H-UNIT状態は一定時間経過で解除される。最大速を維持しているからといって、継続されるような事は無い。

ライフアップ
約25%のライフを回復する。
骸牙小隊マーク（小）
取得すると固定ボーナスが入る。
骸牙小隊マーク（大）
取得する事は出来ないが、ショットを打ち込むとボーナススコアが入る。

## 移植版
| No. | タイトル                                                    | 発売日         | 対応機種                                                                     | 開発元             | 発売元             | メディア                                         | 型式    | 備考                                                        |
| --- | ----------------------------------------------------------- | -------------- | ---------------------------------------------------------------------------- | ------------------ | ------------------ | ------------------------------------------------ | ------- | ----------------------------------------------------------- |
| 1   | スカルファング ～空牙外伝～                                 | 1997年5月30日  | セガサターン                                                                 | アイシステム東京   | データイースト     | CD-ROM                                           | T-1311G |                                                             |
| 2   | ウルフファング・スカルファング サターントリビュート Boosted | 2024年10月31日 | PlayStation 4 PlayStation 5 Nintendo Switch Xbox One Xbox Series X/S Windows | シティコネクション | シティコネクション | BD-ROM Nintendo Switch ゲームカード ダウンロード | -       | セガサターン版の移植 SS版『ウルフファング』とのカップリング |